# ファルスタッフ (サリエリ)
『ファルスタッフ、または3つのいたずら』（Falstaff ossia Le tre burle）は、アントニオ・サリエリが作曲し、1799年に初演された2幕からなるイタリア語のオペラ（ドラマ・ジョコーゾ）。シェイクスピアの『ウィンザーの陽気な女房たち』を原作とする。

## 概要
『ファルスタッフ』は1799年1月3日にウィーンのケルントナートーア劇場で初演された。シェイクスピアの『ウィンザーの陽気な女房たち』をもとにカルロ・プロスペロ・デフランチェスキがリブレットを書いた。
初演は成功し、1802年に帝室劇場のレパートリーから落とされるまで26回上演された。大成功とまではいかなかった。
いたずらの内容はシェイクスピアの原作と基本的に同じだが、リブレットからはアンとフェントンが除かれ、ファルスタッフと2組の夫婦（スレンダー夫妻（原作のペイジ夫妻に相当）とフォード夫妻）に話を集中させている。ライスはシェイクスピアというよりむしろゴルドーニに近いと言っている。フォード夫人がドイツ娘に変装してドイツ語とイタリア語のごちゃまぜを話す場面はシェイクスピアの原作にない独自のエピソードである。
ベートーヴェンは第1幕の二重唱「まったく同じ (La stessa, la stessissima)」の主題にもとづくピアノのための変奏曲(WoO 73)を書いた。その後まもなくベートーヴェンはサリエリに正式に弟子入りしている。
20世紀の復活上演は1961年にシエナのリンノヴァーティ劇場 (it:Teatro dei Rinnovati) で行われ、もっとも早く舞台上で蘇演されたサリエリ作品だった。その後もくり返し上演され、サリエリ作品の中では比較的上演回数が多い。日本では1988年にモーツァルト劇場によって日本語に翻訳されて初演された。2002年には東京室内歌劇場によりイタリア語で上演されている。

## 登場人物
- ジョン・ファルスタッフ（バス）- 太った老人の騎士。
- スレンダー夫人（ソプラノ[注 1]）
- スレンダー氏（バス[注 2]）
- フォード夫人（ソプラノ）
- フォード氏（テノール）
- バルドルフ（バス[注 3]）- ファルスタッフの従者。
- ベティ（ソプラノ）- フォード夫人の小間使い。

## あらすじ

### 第1幕
スレンダー家で開かれたパーティーにファルスタッフは勝手にやってきて飲み食いする。フォード夫人とスレンダー夫人に言いよって馬鹿にされるが、懲りずに夫人と滑稽なメヌエットを踊る。宿屋に戻ったファルスタッフは居眠りしているバルドルフをたたき起こし、フォード夫人とスレンダー夫人あてに密会を持ちかける手紙を届けさせる。
スレンダー夫人はファルスタッフから送られてきた手紙に激怒する(Vendetta, sì, vendetta!)。フォード夫人は自分とまったく同じ手紙をスレンダー夫人が受けとったことを知って大笑いする(二重唱 La stessa, la stessissima)。ふたりはファルスタッフを懲らしめる計画を立てる。
バルドルフは金のためにスレンダー氏とフォード氏にファルスタッフの企みを告げ口する。長旅から帰ったばかりで妻の浮気を心配していたフォード氏は嫉妬に我を失う(四重唱 Oh quanto vogliam ridere)。
フォード夫人はドイツ娘に変装してファルスタッフのもとを訪れ、ドイツ語とイタリア語のごちゃまぜで夫人が密会を承知したと告げる(O! die Männer kenn ich schön)。入れかわりにフォード氏が変装してやってきてブロッホという名を名乗り、ファルスタッフを金で釣って密会の計画を聞きだす(ファルスタッフのアリア Nell'impero di Cupido)。フォード氏は妻の浮気が本当だったと思いこみ嘆く（レチタティーヴォ・アッコンパニャートとアリア Or gli affannosi palpiti）。
フォード夫人は召し使いたちに命じて、合図したら洗濯かごを運びだして中のものをテムズ川に放りこむように告げる。ファルスタッフがやってきてフォード夫人に言いよるが、そこへスレンダー夫人がやってきて、嫉妬に狂ったフォード氏がやってくると伝える。ふたりは夫から助けるためと称してファルスタッフを洗濯かごの中に隠し、外に運びだすことにする。これはふたりの夫人の計略だったが、本当にフォード氏とスレンダー氏が間男の現場をおさえにやってきたので驚き、急いで洗濯かごを運び出させる。フォード氏は家捜しするが、間男を見つけることができずに途方にくれる。

### 第2幕
小間使いのベティはいたずらの首尾をおもしろおかしく報告する(三重唱 Nell'acqua il buzzone)。3人の女たちは次のいたずらを計画する。
溺れかけてほうほうの体で宿屋に戻ったファルスタッフのもとにベティがやってきてフォード夫人からの逢いびきの手紙を見せる。ファルスタッフは乗り気でないが、結局承諾する(三重唱 Se mi vedeste il core)。ベティと入れかわりにブロッホこと変装したフォード氏が再び現れる。ファルスタッフは洗濯かごにはいって夫から逃がれた一部始終を話し、新たな逢いびきのために出掛ける。フォード氏は自分の妻からファルスタッフに送られた手紙を見て激しく怒る(レチタティーボ・アッコンパニャートとアリアFurie che m'agitate)。
フォード夫人が歌を歌っているところに(Su, mio core, a gioir ti prepara!)ファルスタッフがやってきて奇妙な二重唱になる。しかしまたスレンダー夫人がフォード氏がやってくることを伝える。ファルスタッフがもう洗濯かごには入りたくないというので、料理女の恰好をさせてごまかそうとする。手下を連れて帰ってきたフォード氏だが、洗濯かごの中には間男を見つけられずに馬鹿にされる。女装したファルスタッフを見たフォード氏は、かつて置いだした料理女が帰ってきたと思いこみ、棒でファルスタッフを追いまわす。夫人は今までのことがファルスタッフを懲らしめるためのいたずらだったことを夫に明かすことにする。
宿屋にもどったファルスタッフのもとをまたドイツ娘が訪れ、今度は深夜にウィンザーの森で密会することになるが、そこにはスレンダー氏・フォード氏を含む一同が待ちかまえている(Reca in amor la gelosia)。ファルスタッフは狩人ハーンに変装してやってきて、フォード夫人・スレンダー夫人との逢瀬を楽しむが、そこへ突然異様な声が聞こえてふたりの夫人は逃げる。ひとり残されたファルスタッフは一同が変装した妖精たちに捕えられる。妖精の女王（フォード夫人の変装）はファルスタッフを裁いて有罪と断ずる。絶望するファルスタッフの前で人々は種を明かし、1日のうちに3度も騙されたファルスタッフを嘲笑する。